# Aérodrome militaire de Pampa
L'aérodrome militaire de Pampa (anglais : Pampa Army Air Field) est un aérodrome militaire situé près de la ville de Pampa au Texas.
L'aérodrome ouvre ses portes en 1942. Le premier atterrissage se fait sous cérémonie le 22 novembre 1942. Le 16 février 1943, la première cohorte gradue de Pampa. Le 30 juillet 1945, une parade est organisée à l'aérodrome pour célébrer la victoire alliée sur l'Allemagne nazie. Le 6 septembre 1945, il est annoncé que l'aérodrome n'est plus jugé nécessaire à la suite de la capitulation du Japon et qu'il fermera avant la fin du mois.
Parmi les personnes ayant été déployées à Pampa se trouve George McGovern, futur sénateur du Dakota du Sud et candidat démocrate à la présidence. Il y est déployé pour y faire des entrainements sur le Cessna AT-17 Bobcat et le Curtiss-Wright AT-9 Jeep. Il fait partie des 77 pilotes ayant passé par Pampa à recevoir la Distinguished Flying Cross auquel se rajoute deux récipiendaires de la Distinguished Service Cross.